# Rivière Dufault
Rivière Dufault är ett vattendrag i Kanada.   Det ligger i provinsen Québec, i den sydöstra delen av landet, 400 km nordväst om huvudstaden Ottawa. Rivière Dufault ligger vid sjön Lac Rouyn.
I omgivningarna runt Rivière Dufault växer i huvudsak blandskog. Runt Rivière Dufault är det glesbefolkat, med 17 invånare per kvadratkilometer.